# L'Espoli (Múnic)
La versió de L'Espoli, a Múnic, és una de les poques versions del magistral Espoli de la Catedral de Toledo, que un autor tan exigent com Harold Wethey considera sortides de les mans d'El Greco, si bé amb intervenció del seu taller. Aquest crític li dona el número 79 al seu catàleg raonat d'obres d'El Greco. Les altres versions d'aquest tema que Harold E. Wethey accepta com a autògrafes d'El Greco són les tres versions sobre taula (El Greco), tot i que la tercera taula amb algunes reticències.

## Anàlisi de l'obra
Una radiografia ha descobert restes d'una signatura, actualment invisible; oli sobre llenç; 165 x 99 cm.; circa 1580-85.
La major part de la crítica coincideix en afirmar l'autenticitat d'aquesta tela. H.E. Wethey, reconeixent l'autoria del mestre, hi veu també l'intervenció del seu obrador.
Tot i que aquest llenç és bastant gran, les seves dimensions són força menors que les del prototip de la Catedral de Toledo, fet que va obligar a reduir el nombre i la mida dels caps de persones, de piques i d'alabardes que envolten a Crist. En canvi, el grup de les Les Tres Maries és engrandit, la qual cosa sembla demostrar que El Greco no feia gaire cas de la controvèrsia doctrinal que havia provocat la presència d'aquest grup dins la composició de L'Espoli.
A aquesta obra apareix, (la segona figura a la dreta, darrere l'esbirro) el cap d'un home vell girat d'esquena, que després apareixerà en posteriors versions d'aquesta temàtica. Josep Gudiol i Ricart creu que aquesta figura s'introdueix subreptíciament, i que el seu caire realista no encaixa absolutament.

## Procedència
- López Cepero y Cañaveral, Sevilla
- García de Leaniz, Sevilla (1864)
- Rafael Abreu (Sevilla)
- A.González Abreu (venda a Londres, 2 de maig de 1907)
- adquirida per l'Alte Pinakothek de Múnic, l'any 1909